# École supérieure des métiers de l'aéronautique
 (février 2011).
Si vous disposez d'ouvrages ou d'articles de référence ou si vous connaissez des sites web de qualité traitant du thème abordé ici, merci de compléter l'article en donnant les références utiles à sa vérifiabilité et en les liant à la section « Notes et références ».
L'ESMA Aviation Academy est une école de formation aux métiers de l'aéronautique, créée en 1988 par Air Littoral.

## Histoire
L'ESMA est créée en 1988 par Air Littoral, dont elle est une filiale. Elle devient par la suite une école de formation des métiers de l'aéronautique. Elle est reprise par Aeroconseil, puis, en décembre 2006, par un holding chinoise, De Heerd Investment Ltd, basée à Hong Kong.
En 2019, l'ESMA entre dans le groupe Airways Aviation.
Le 20 mai 2025, un incendie criminel à l'aéroport de Montpellier-Méditerranée détruit 4 avions bimoteurs Diamond DA42 de sa flotte et en endommage plusieurs autres à 4 h 30 du matin.

## Activités
La première famille d'expertise reconnue relève du domaine de la formation initiale. Au-delà de son cœur de métier, l'ESMA a développé une deuxième famille d'activité, le conseil, au travers de laquelle elle diversifie et valorise ses compétences.

### Formations initiales
- Pilotes (formation intégré : ATPI, formation modulaire ATPL/M)
- Hôtesses et stewards (formation PNC : CCA)
- Mécaniciens de maintenance (formation en Bac pro, Mention complémentaire, BTS  : aéronautique)
- Métiers de l'aéroport (formations "Agent d'escale", "Agent de piste", Flight dispatch")

### Consulting
- Étude de faisabilité d'implantations d'écoles.
- Transfert de savoir faire en formation initiale et avancée.
- Missions d'audit et d'expertise.
- Accompagnement pour obtention d'approbations Internationales.
- Engineering de formation.
- Accompagnement pour lancement de compagnies aériennes et MRO

## Chiffres et organisation
En 2016, elle réalise 5 millions d'euros de chiffre d'affaires et 2 millions d'euros de pertes (source Société.com).
Elle emploie plus de 70 salariés et accueille chaque année près de 1 000 élèves. La plupart sont envoyés par des compagnies aériennes de rang international pour la formation de ses pilotes, l'ESMA étant une des rares écoles européennes possédant les certificats d'approbations de plusieurs nationalités, notamment en Asie.
L'ESMA est implantée à Mauguio (sur le site de l'aéroport de Montpellier-Méditerranée), son site historique.
Le président est Ning Li depuis janvier 2017.

## Flotte
[Quand ?]
- 14 Diamond DA40
- 6 Diamond DA42
- 4 simulateurs de vol FNPT II